# マリキヤ
マリキヤ、アル＝マーリキーヤ（Al-Malikiyah、アラビア語：المالكية ）、あるいはシリア語でダイリク（Dayrik）、クルド語でデリク（Dêrik, または دێریکا هەمکۆ Dêrika Hemko）は、シリア北東部のハサカ県にある都市。マリキヤ郡の行政中心地でもある。北にはトルコとの国境が走り、東にはシリアとトルコおよびイラクとの国境をなすチグリス川が流れる、シリアでも最も北東端に位置する町。人口は18,814人（2008年）で、シリア語を話す民族（Aramean-Syriac people）をはじめ、クルド人、アラブ人、アルメニア人らが住む。異なった民族と宗教が共存しているが、近年はアラブ人とクルド人の間の緊張も高まっている。
マリキヤという都市の名は、1950年代のバアス党の軍人アドナーン・アル＝マーリキーから取られているが、シリア語で「修道院」を意味するダイリクの旧名でも知られる。街の古くからの住民はキリスト教徒であるが、彼らの多くは、第一次世界大戦の際にオスマン帝国により現在のトルコ領内各地で民族浄化に遭って南へ逃れてきたアッシリア人やアルメニア人の子孫たちである。

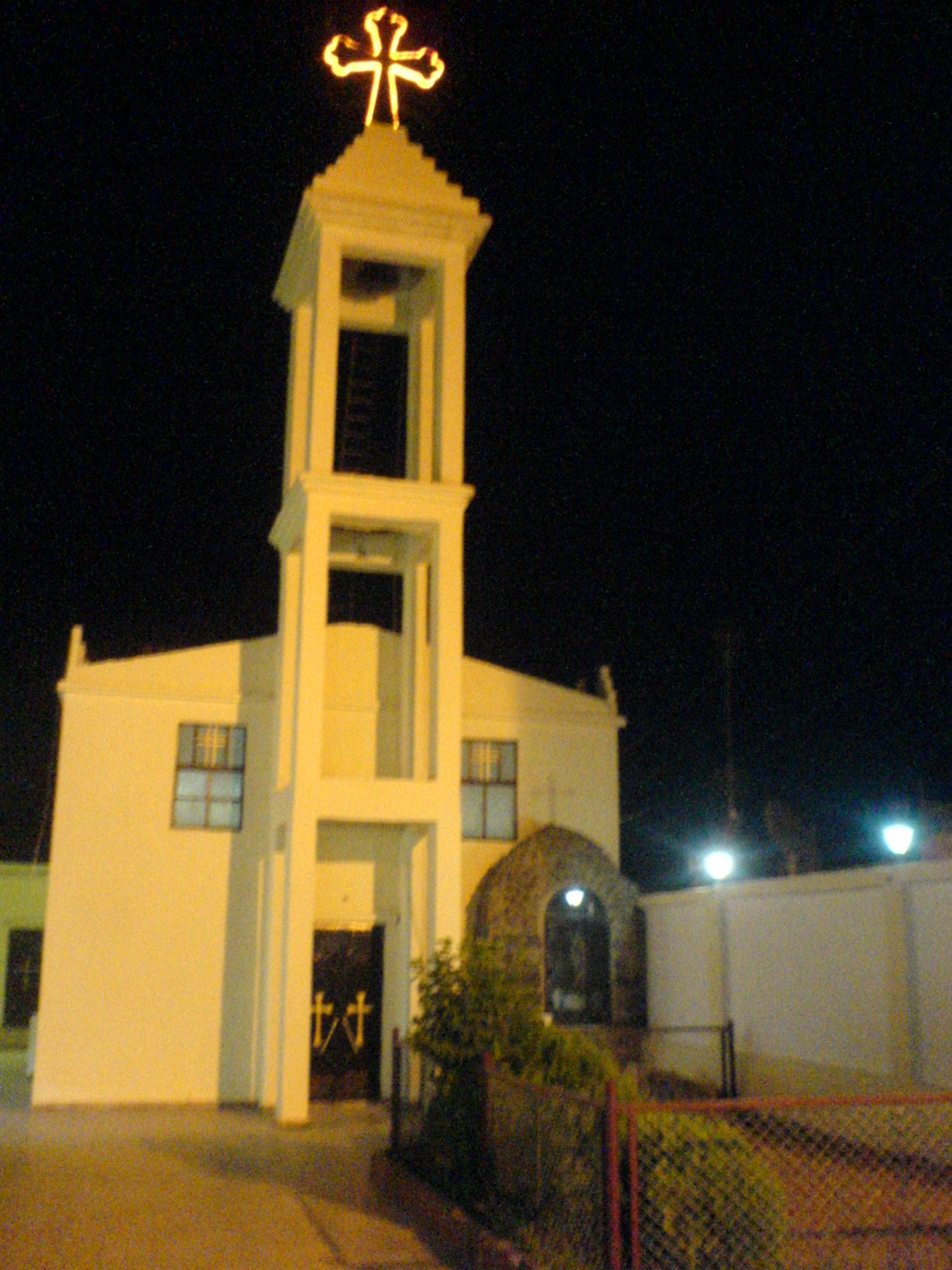
マリキーヤにあるカルデア典礼カトリック教会の聖堂

街の北側にはスンナ派のクルド人が住み、南側にはキリスト教徒の諸民族が住む。マリキヤにある古い教会には各地からの巡礼が多数訪れている。経済の中心地であり、朝には周囲の町や村からの人々で混雑し、都市は拡大しつつある。